# Кубок Грузії з футболу 1997—1998
Кубок Грузії з футболу 1997–1998 — (також відомий як Кубок Давида Кіпіані) 8-й розіграш кубкового футбольного турніру у Грузії. Титул вперше здобуло Динамо (Батумі).

## Перший раунд
| Команда 1            | Заг.    | Команда 2                 | 1-й матч | 2-й матч |
| -------------------- | ------- | ------------------------- | -------- | -------- |
| Локомотив (Тбілісі)  | 15:1    | Кодако (Тбілісі) (2)      | 6:0      | 9:1      |
| Горда (Руставі)      | 2:2 (ч) | МВД Академі (Тбілісі) (2) | 2:2      | 0:0      |
| Моркіналі (Тбілісі)  | 4:2     | Цхінвалі (2)              | 3:1      | 1:1      |
| Маргветі (Зестафоні) | 3:4     | Джуба (Самтредіа) (2)     | 2:0      | 1:4      |
| Торпедо (Кутаїсі)    | 12:0    | Окрос (Сацмісі) (2)       | 7:0      | 5:0      |
| Одіші (Зугдіді)      | 9:3     | Шкурі (Цаленджіха) (2)    | 6:1      | 3:2      |
| Діла (Горі)          | 6:2     | Іверія (Хашурі) (2)       | 4:0      | 2:2      |
| Гурія                | 3:3 (ч) | Мерцхалі (Озургеті) (2)   | 1:1      | 2:2      |
| Сіоні                | 2:1     | СКА (Тбілісі) (2)         | 1:0      | 1:1      |
| Самгуралі (Цхалтубо) | 2:2 (ч) | Колхеті (Хобі) (2)        | 2:2      | 0:0      |
| Магароелі            | 7:5     | Мешакре (Агара) (2)       | 2:2      | 5:3      |
| Жинері (Жинвалі) (2) | 0:6     | ТДУ                       | 0:1      | 0:5      |

## 1/8 фіналу
| Команда 1             | Заг.    | Команда 2                 | 1-й матч | 2-й матч |
| --------------------- | ------- | ------------------------- | -------- | -------- |
| Діла (Горі)           | 3:1     | Торпедо (Кутаїсі)         | 3:1      | 0:0      |
| Динамо (Тбілісі)      | 4:2     | Моркіналі (Тбілісі)       | 3:0      | 1:2      |
| Джуба (Самтредіа) (2) | 5:4     | Одіші (Зугдіді)           | 2:0      | 3:4      |
| Динамо (Батумі)       | 5:1     | Мерані-91                 | 3:0      | 2:1      |
| ТДУ                   | 4:3     | Локомотив (Тбілісі)       | 1:0      | 3:3      |
| Сіоні                 | 2:3     | Магароелі                 | 2:1      | 0:2      |
| Колхеті-1913 (Поті)   | 4:2     | МВД Академі (Тбілісі) (2) | 3:1      | 1:1      |
| Гурія                 | 3:3 (ч) | Колхеті (Хобі) (2)        | 3:1      | 0:2      |

## 1/4 фіналу
| Команда 1              | Заг. | Команда 2        | 1-й матч | 2-й матч |
| ---------------------- | ---- | ---------------- | -------- | -------- |
| Іберія (Самтредіа) (2) | 1:8  | Динамо (Тбілісі) | 1:0      | 0:8      |
| Магароелі              | 1:2  | Діла (Горі)      | 1:2      | 0:0      |
| Колхеті-1913 (Поті)    | 3:4  | ТДУ              | 0:3      | 3:1      |
| Колхеті (Хобі) (2)     | 0:11 | Динамо (Батумі)  | 0:5      | 0:6      |

## 1/2 фіналу
| Команда 1        | Заг. | Команда 2   | 1-й матч | 2-й матч |
| ---------------- | ---- | ----------- | -------- | -------- |
| Динамо (Тбілісі) | 4:3  | Діла (Горі) | 1:2      | 3:1      |
| Динамо (Батумі)  | 4:1  | ТДУ         | 1:0      | 3:1      |

## Фінал
| 26 травня 1998 |

| Динамо (Тбілісі) | 1:2 дч   | Динамо (Батумі)               |
| ---------------- | -------- | ----------------------------- |
| Алексідзе 35'    | Протокол | Кантідзе 14' Чичвейшвілі 120' |

| Динамо Арена імені Бориса Пайчадзе, Тбілісі Глядачів: 19 000 Арбітр: Серго Кварацхелія |